# Bi Gan
Bi Gan (畢贛T, 毕赣S, Bì GànP; Kaili, 4 giugno 1989) è un regista, sceneggiatore, poeta  e fotografo cinese, di etnia Hmong.

## Biografia
Durante gli anni del college (l'istituto di comunicazione a Taiyuan) , Bi guardò Stalker di Andrej Tarkovskij, affermando successivamente in un'intervista: "Il Cinema può essere diverso [dai film commerciali/tradizionali]; puoi fare quello che ti piace. Quello che avevo visto fino a quel momento erano principalmente film di Hollywood. Quello che mi venne insegnato era piuttosto noioso." Per via di questo particolare film, decise di dedicarsi al Cinema. "Prima di allora, i miei genitori e i miei parenti pensavano che sarei diventato disoccupato dopo la laurea perché non volevo fare nulla".
Nel 2010 realizzò il cortometraggio di finzione South, che vinse il primo premio al Guang Sui Ying Dong Film Festival sponsorizzato dall'università. L'anno successivo passò ad un mediometraggio, Tiger. Nel 2012 tornò al cortometraggio con Diamond Sutra (storia in bianco e nero di un omicidio nell'isolamento montagnoso di una piccola città), ricevendo un premio di menzione speciale ai diciannovesimi Incubator for Film & Visual Media in Asia Awards e una posizione tra le prime dieci al nono China Independent Film Festival.
Nel 2015 debuttò nel lungometraggio con Kaili Blues.

## Filmografia

### Lungometraggi
- Lǎohǔ (老虎S) (2011)
- Lù biān yěcān (路边野餐S) (2015)
- Un lungo viaggio nella notte (地球最后的夜晚S, Dìqiú zuìhòu de yèwǎnP) (2018)
- Kuángyě shídài (狂野时代S) (2025)

### Cortometraggi
- Nánfāng (南方S) (2010)
- Jīngāng jīng (金刚经S) (2012)
- Mìmì jīnyú (秘密金鱼S) (2016)
- Pòsuì tàiyáng zhī xīn (破碎太阳之心S) (2022)

## Riconoscimenti (parziale)
- 2015 - Locarno Film Festival
  - Premio per il miglior regista emergente (Kaili Blues)
- 2015 - Taipei Golden Horse Film Festival and Awards
  - Golden Horse Award for Best New Director (Kaili Blues)
  - fIPRESCI Prize (Kaili Blues)
- 2015 - Festival des 3 Continents
  - Montgolfière d'Or (Kaili Blues)
- 2016 - Asia Pacific Screen Awards
  - Young Cinema Award - Special Mention (Kaili Blues)
- 2016 - Beijing International Film Festival
  - Best New Director (Kaili Blues)
- 2016 - China Film Directors' Guild Awards
  - Best Young Director (Kaili Blues)
- 2018 - International Cinephile Society (Cannes Awards)
  - Special Award per Un lungo viaggio nella notte